# Rifugio Città di Chivasso
Das Rifugio Città di Chivasso ist eine Schutzhütte im Aostatal in den Grajischen Alpen. Sie liegt in einer Höhe von 2604 m s.l.m. auf der Passhöhe Colle del Nivolet innerhalb der Gemeinde Valsavarenche. Das Gebäude wurde 1938 vom Militär errichtet und 1950 von der Sektion Chivasso des Club Alpino Italiano (CAI) übernommen und zum Rifugio umgebaut. Seit 2010 gehört die Schutzhütte der Gemeinde Valsavarenche. Die Hütte wird von Ende März bis Mitte Mai sowie von Ende Juni bis Mitte September bewirtschaftet und verfügt über 34 Schlafplätze.
Die Passhöhe Colle del Nivolet trennt das auf Seiten des Piemont liegende Valle dell’Orco vom Valsavarenchetal, einem südlichen Seitental des Aostatals.
Die Schutzhütte liegt innerhalb des Nationalpark Gran Paradiso. Das Rifugio Savoia ist lediglich 1 km entfernt.

## Aufstieg
Der Aufstieg zur Hütte beginnt im Ortsteil Pont (1960 m).
Für den gesamten, keinerlei Schwierigkeiten aufweisenden Weg vom großen Parkplatz von Pont bis zum Rifugio Città di Chivasso sind ungefähr 2 Stunden und 40 Minuten zu veranschlagen. Alternativ kann die Hütte per Automobil von Ceresole Reale im Piemont erreicht werden.

## Tourenmöglichkeiten
Von der Hütte können eine Fülle kleiner Gletscherseen, wie der Lago Rosset und die Laghi Trebecchi erreicht werden.

### Übergänge
- Übergang zur Schutzhütte Rifugio Vittorio Emanuele II – (2735 m) über den Col di Punta Fourà (3124 m)
- Übergang zur Schutzhütte Rifugio Gian Federico Benevolo – (2285 m) über den Col della Nivoletta (3130 m) oder den Col Rosset (3023 m)
- Übergang nach Rhêmes-Notre-Dame über den Col Rosset
- Übergang nach Rhêmes-Notre-Dame über den Col del Leynir (3084 m)

### Gipfeltouren
Folgende Gipfel können von der Hütte erreicht werden:
- Gran Vaudala – (3272 m)
- Punta Basei – (3338 m)
- Punta di Galisia – (3346 m)
- Punta Fourà – (3411 m)
- Mont Taou Blanc – (3438 m)